# Tirtomulyo (Kretek)
Tirtomulyo is een bestuurslaag in het regentschap Bantul van de provincie Jogjakarta, Indonesië. Tirtomulyo telt 6449 inwoners (volkstelling 2010).